# Septembre 1785

## Événements
- Septembre - octobre : vendanges exceptionnelles.

- 1er septembre : Napoléon Bonaparte est nommé lieutenant en second d’artillerie après un stage à l’École royale militaire de Paris.

- 2 septembre :
  - les Kadjar s'emparent de Téhéran. Agha Mohammad Khan se fortifie dans cette ville qui devient sa capitale le 12 mars 1786[1].
  - Abolition du servage en Hongrie et en Transylvanie[2].

- 15 septembre : le stadhouder Guillaume V d'Orange-Nassau, privé du commandement de la garnison de La Haye, se replie en Gueldre[3].